# 15-й отдельный батальон связи
15-й отдельный батальон связи — воинское подразделение в вооружённых силах СССР во время Великой Отечественной войны. Во время ВОВ существовало 4 батальона связи под номером 15.

## 15-й отдельный батальон связи 11-го стрелкового корпуса
Являлся корпусным батальоном связи 11-го стрелкового корпуса 1-го формирования, повторил его боевой путь.
В составе действующей армии с 22 июня 1941 по 25 сентября 1941 года
На 22 июня 1941 года дислоцировался в Скаудвиле, затем с начала войны вместе с корпусным управлением отступает на север, через Ригу в Эстонию.
25 сентября 1941 года расформирован.

## 15-й отдельный батальон связи 15-й танковой дивизии
Сформирован летом 1940 года.
Являлся дивизионным батальоном связи 15-й танковой дивизии, повторил её боевой путь.
В составе действующей армии с 22 июня 1941 по 14 августа 1941 года.
На 22 июня 1941 года дислоцировался в Станиславе. Уничтожен на Украине, очень вероятно что в окружении под Уманью
Командир батальона: капитан Алексей Трофимович Подгурский.
14 августа 1941 года расформирован.

## 15-й отдельный батальон связи 11-й запасной стрелковой бригады
Являлся бригадным батальоном связи 11-й запасной стрелковой бригады, повторил её боевой путь.
В составе действующей армии с 31 июля 1941 по 8 сентября 1941 года.
На 22 июня 1941 года дислоцировался в Днепропетровске. По-видимому бригада с 31 июля 1941 года участвовала в боевых действиях, одновременно отходя на восток, вместе с ней и батальон. 8 сентября 1941 года батальон прибыл в Воронежскую область.
Больше во время войны бригада участия в боях не принимала.

## 15-й отдельный батальон связи 15-го района авиационного базирования
Переформирован из 15-й отдельной роты связи 15-го района авиационного базирования 4 сентября 1941 года.
В составе действующей армии с 4 сентября 1941 по 13 апреля 1942 года.
13 апреля 1942 года вновь переформирован 15-ю отдельную роту связи